# Ehrenfriedhof (Goslar)

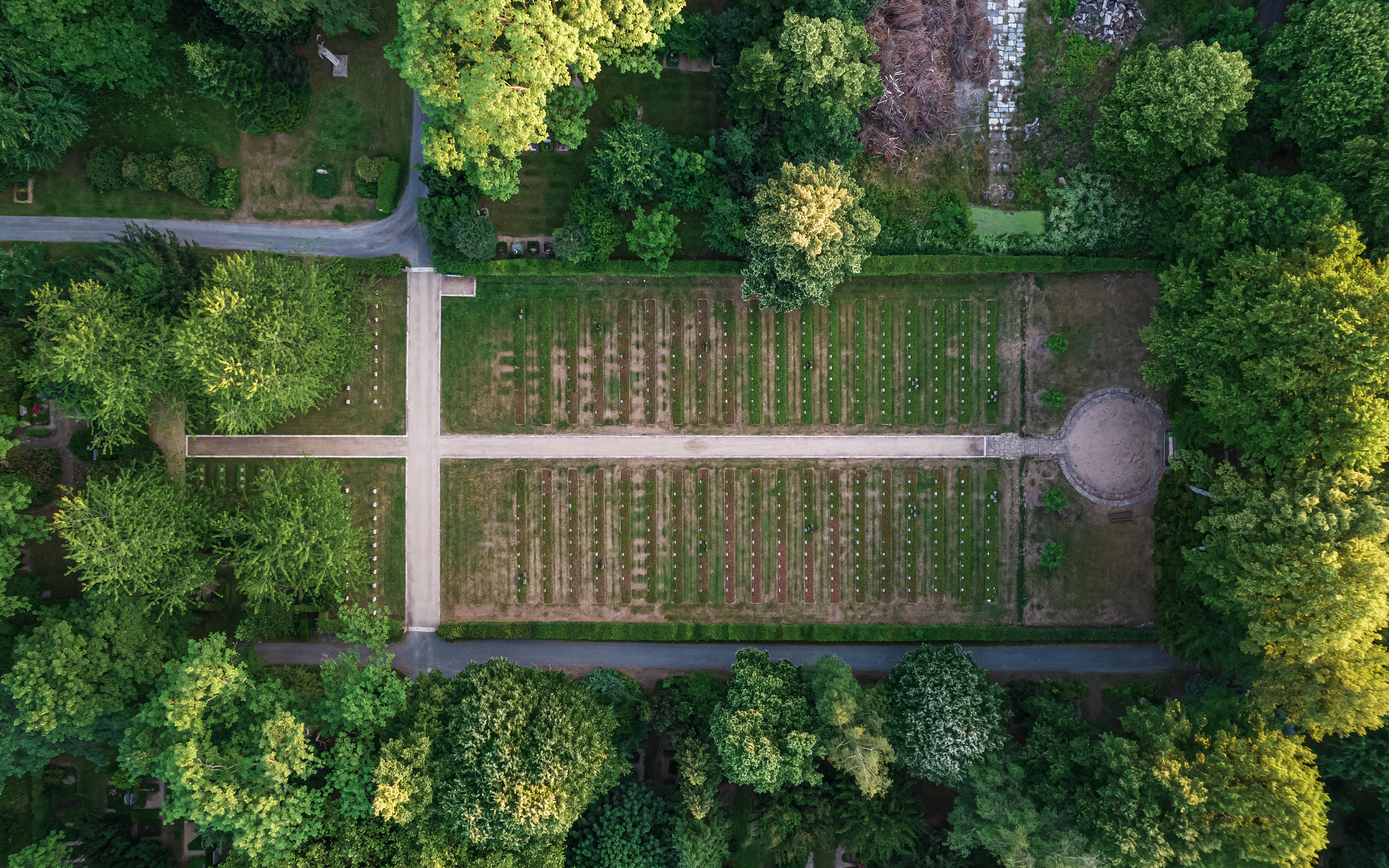
Luftaufnahme des Ehrenfriedhofs

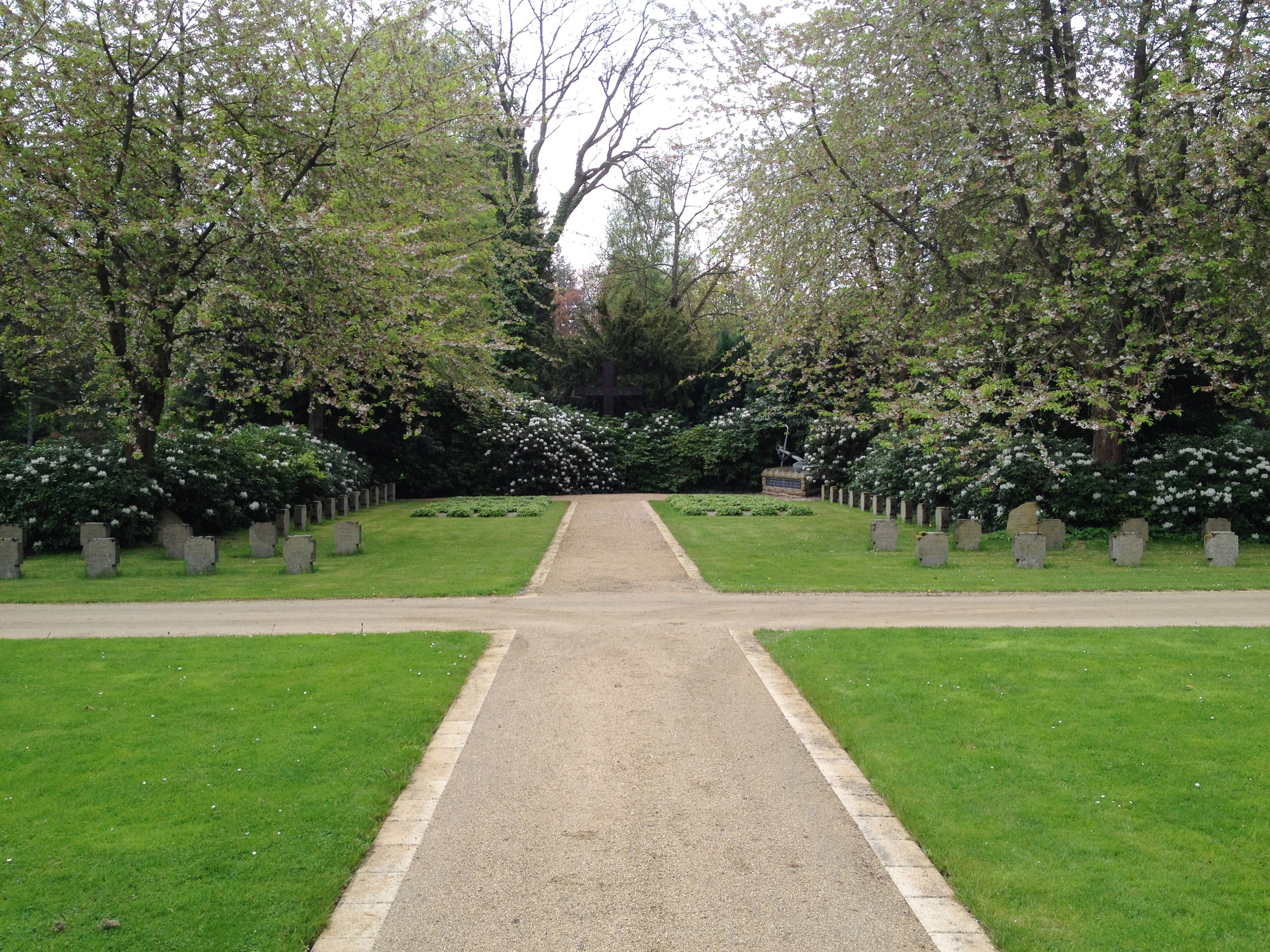
Blick zum älteren Teil des Ehrenfriedhofes mit den Gräbern der im Ersten Weltkrieg Gefallenen

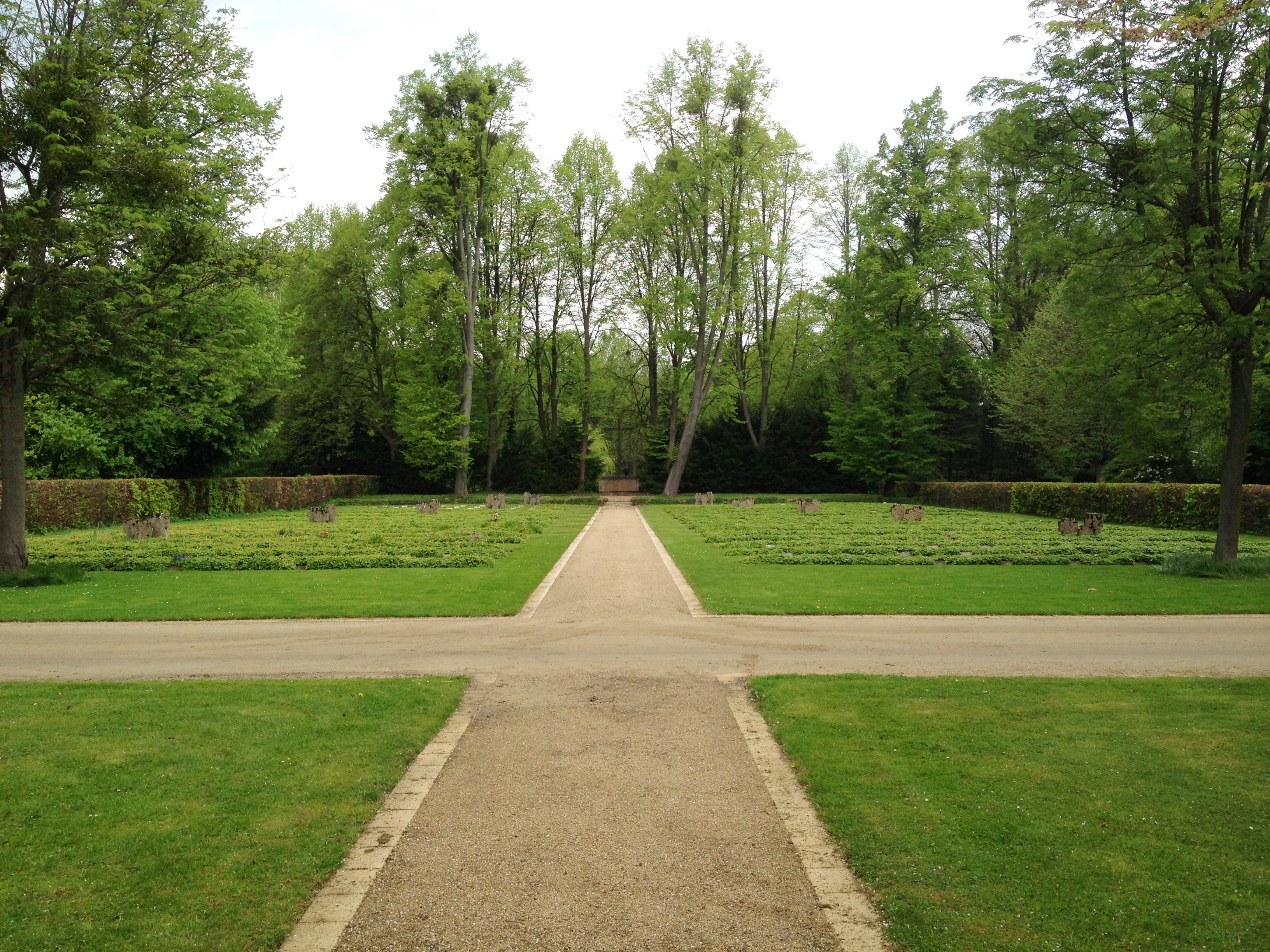
Blick über den Mittelweg zum Ehrenfriedhof für die im Zweiten Weltkrieg Gefallenen und Verstorbenen

Der Deutsche Ehrenfriedhof der Stadt Goslar ist ein Soldatenfriedhof innerhalb des Alten Friedhofs in der niedersächsischen Kreisstadt Goslar.

## Geographische Lage
Vor den Toren der Stadt Goslar entstand westlich der nach Hildesheim führenden Chaussee (der späteren Reichs- und Bundesstraße) um 1826 ein neuer städtischer Friedhof, der seit 1883 in Richtung Südwesten von der Bahnstrecke Hildesheim–Goslar und der heute Am Friedhof genannten Straße begrenzt wird.

## Geschichte

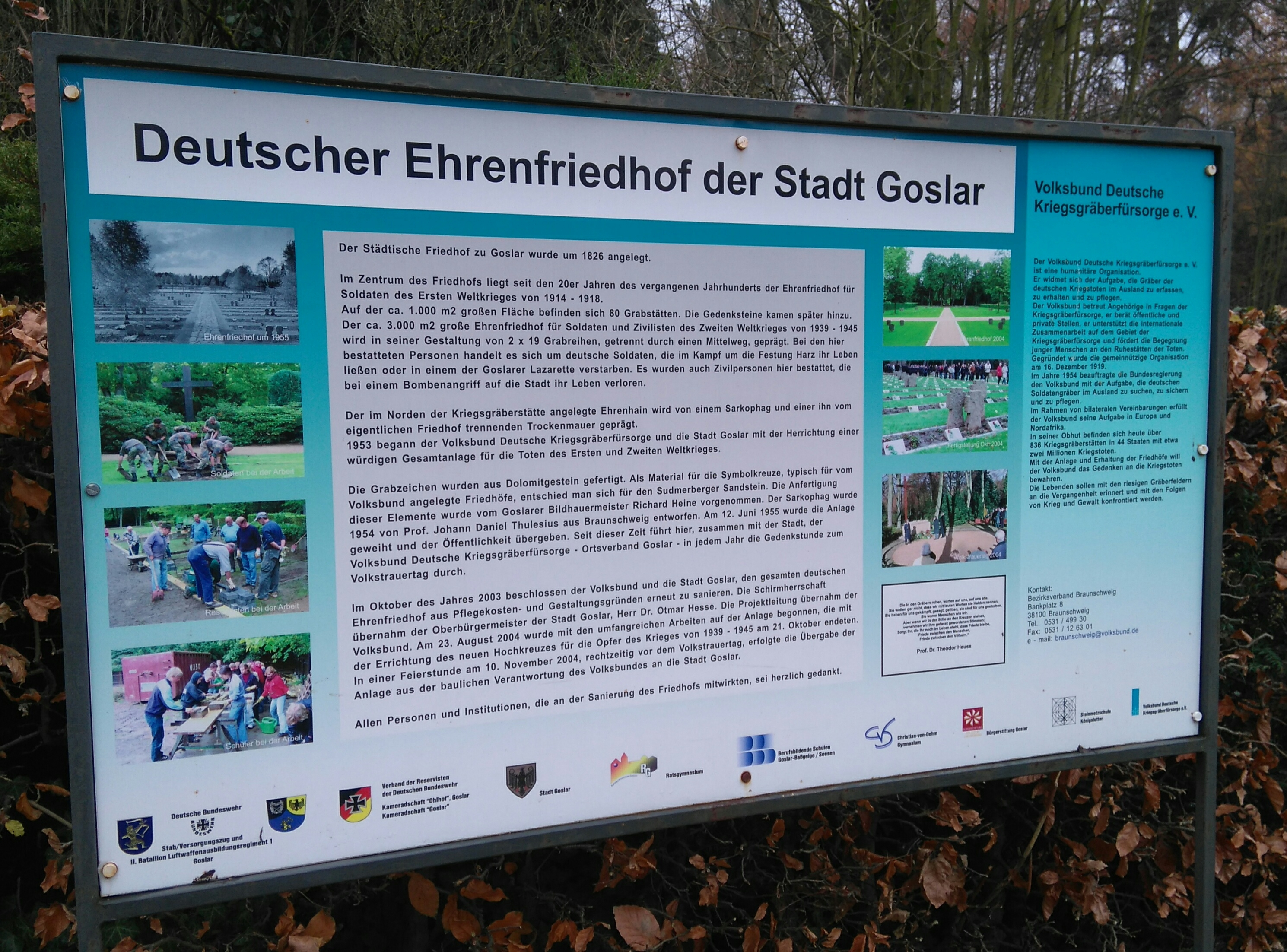
Erläuterungstafel am Ehrenfriedhof

Inmitten des Städtischen Friedhofs wurde nach dem Ersten Weltkrieg ein ca. 1000 m² großer Ehrenfriedhof für die gefallenen Soldaten aus Goslar angelegt, der rund 80 Grabstätten umfasst. Nach dem Zweiten Weltkrieg wurde dieser Ehrenfriedhof um ca. 3000 m² für gefallene oder in den Lazaretten der Stadt verstorbene Soldaten und beim Bombenangriff ums Leben gekommene Zivilpersonen erweitert. Die Grabstätten wurden dazu mit den für Soldatengräber typischen Symbolkreuzen versehen, die hier aus Sandstein vom Sudmerberg angefertigt sind.
Der ältere Teil des Friedhofes erhielt zusätzliche Gedenksteine aus Dolomit. Beide Teile des Friedhofes trennt ein breiter Mittelweg.
Im Norden des Friedhofes befindet sich ein gesonderter Ehrenhain mit einem Sarkophag von Johann Daniel Thulesius.
Die feierliche Weihe des erweiterten Ehrenfriedhofes fand am 12. Juni 1955 statt. Im Jahre 2004 wurde die gesamte Anlage aus Pflegekosten- und Gestaltungsgründen unter Schirmherrschaft des Goslarer Oberbürgermeisters Otmar Hesse unter Projektleitung des Volksbundes Deutsche Kriegsgräberfürsorge e. V. grundlegend saniert. Die Arbeiten dauerten vom 23. August bis zum 21. Oktober 2004. Am darauffolgenden 10. November wurde der Ehrenfriedhof vom Volksbund in die bauliche Verantwortung der Stadt Goslar übergeben, woran heute eine Erläuterungstafel erinnert.
Auf dem Alten Friedhof gibt es neben dem Deutschen Ehrenfriedhof auch eine Begräbnisstätte osteuropäischer Zwangsarbeiter und Kriegsgefangener.